# きみにおくるぼくのうた
『きみにおくるぼくのうた』は、雑誌『電撃姫』に連載していた読者参加企画。略称は「きみうた」。

## ストーリー
穏やかで平凡な生活が続くと思っていた主人公。だが、実の姉のように慕う小松 佳澄が余命1年と宣告された事で事態は一変する。
佳澄さんが、いなくなりませんように――流れ星に祈る主人公の前に、空から光のかけらが舞い降りる。それは「りりく」と名乗る妖精であり、主人公に運命を変える力を与えてくれた。
果たして、“ポエム”によって奇跡を起こす「願いの紡ぎ手（プレイヤー）」となった主人公は、佳澄を救う事が出来るのか――

## 概要
『電撃姫』2005年12月号（予告掲載）から07年3月号まで連載。
想いを込めたコトバ「ポエム」によって奇跡を起こす「願いの紡ぎ手」となり、最愛の人である佳澄を救う少年の物語を描く。
成年誌としては珍しく、全体的に童話染みた雰囲気の本作最大の特徴は、誌上ゲームの参加方法の1つに「自分でポエム（詩）を書く」とある事だろう（「Advancedコース」）。これと言った模範解答はなく、最優秀作品はノベル内で採用される為、賞品のレアリティが限りなく高い。ポエムの執筆を苦手とする読者の為に、従来の選択問題「Standardコース」が用意されている。
内容も成年誌らしさはなく、複数のヒロインの中から1人を選び攻略する従来の読者参加企画と異なり、メインヒロインである佳澄を救うという目的のみがある。
連載は、本誌がリニューアルする直前の2007年3月号まで続いた。2008年3月現在、本誌に連載している読者参加企画はなく、本企画が本誌最後の読者参加企画である。

## 登場人物
小松 佳澄（こまつ かすみ）
黒髪のロングヘアーにロングスカート、紫色のストールをまとっている。
主人公の家の近所に住んでいる年上のお姉さん。余命1年と宣告されても微笑みを絶やさない強い心を持っている。家庭的で、料理の腕は確かだが、運動は全般的に苦手。
好きな言葉は「明日世界が滅びるとしても、私は林檎の木を植える」。
りりく
3対の光の羽を生やした、体長20cmほどの妖精。
佳澄を想ってポエムを口ずさんだ主人公の前に現れ、主人公に「願いの紡ぎ手」としての力を与えた。語尾に「なの」をつける。
烏丸・鳳・グラナート（からすま・あげは・-）
銀髪にオッドアイ（右目がサンライトイエロー、左目がインディゴブルー）と、かなり目立つ風貌。
ドイツクォーターの高校生。主人公のクラスメートだが、学校に来る事は滅多にない。あらゆることを音楽に喩える。バンドを組んでいたが、今は脱退し、ベースも弾かなくなった。
好きな言葉は「狼は生きろ、豚は死ね」（ということにしておこう、とのこと）。
菅崎 深玖（すがさき みく）
茶髪のショートヘア。着崩したカーディガンに、胸元の大きなリボンが特徴。
主人公とひょんな事から知り合った女子高生。あっけらかんとした明るい性格で、主人公をよくからかう。父親は画家で、家に帰ってこない。バンド時代の鳳のファンであり、主人公から贈られたウサギの人形に「グラナート」と名付けた。
好きな言葉は「明日のことは明日考えよう」。
滴草 葉瑠乃（しずくさ はるの）
ウェーブのかかったグリーンのロングヘアに、大きな黒いリボンをつけている、人形のような眼鏡少女。
名家の令嬢で学生。ゲームセンターのUFOキャッチャーで主人公にぬいぐるみを取って貰った事から知り合いになった。こまっしゃくれた物言いをするが、世間知らずで、常識ハズレな行動を取る事もある。
好きな言葉は「地獄への道は善意で敷き詰められている」「この世は舞台、人はみな役者」。
倉木 怜（くらき れい）
金髪のショートヘアに黒い猫のような帽子を被っている、ボーイッシュな少女。
12歳。主人公を「おにーさん」と呼ぶ、天真爛漫な性格。「恩人に恩返しをする」という目標を持っているが、その恩人が誰なのか覚えていない。
好きな言葉は「人生で一番すばらしいことは、感謝を忘れないこと」。

## スタッフ
- イラスト：水瀬凛
- 企画・ノベル：桜森柚木